# Pusselring

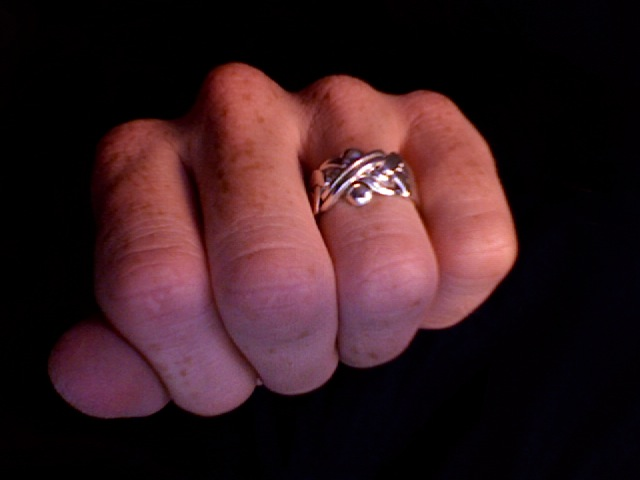
En hopsatt ring bestående av sex ringar.

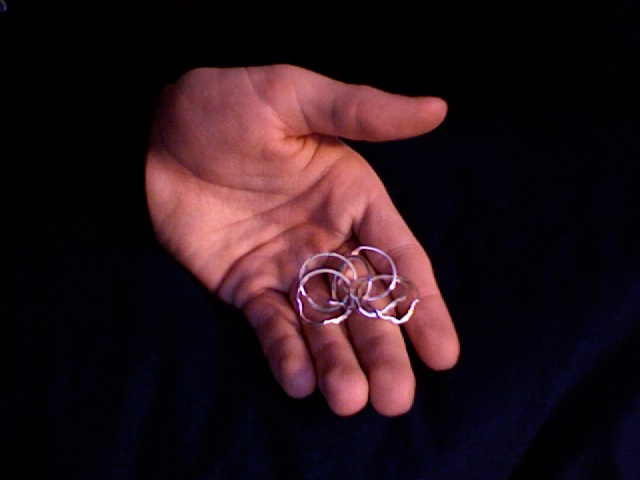
Samma ring i delar.

Pusselringen är ett pussel som består av fyra till tolv sammanlänkade ringar. När dessa är rätt sammansatta kan man använda den som en fingerring.
Ringen bärs ofta som tecken på tillhörighet av någon grupp, till exempel en utlandsbaserad militärenhet.
Ringarna köptes tidigare traditionsenligt av den lokala guldsmeden i missionsområdet. Detta har blivit mer och mer otillgängligt de senaste åren och således säljs mer och mer ringar på internet.

## Ursprung
Dess ursprung är omtvistat men en teori är att det på vissa ställen i mellanöstern användes som en bröllopsring. När mannen gav sig av på fälttåg gav han kvinnan ringen så att hon inte skulle vara otrogen. Skulle kvinnan ta av sig ringen skulle hon inte lyckas pussla ihop den. En annan del av denna teori är att mannen hade ringen under fälttåget av samma anledning. Pusselringar kallas också ibland för turkiska vigselringar eller haremsringar. Andra teorier söker ursprunget bland kelterna.
De finns dokumenterade från rennässansen i Italien och England.

## Användning

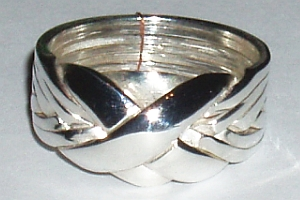
Pusselring med åtta ringar

Många som ingått i militära förband som varit på internationella uppdrag, bär dessa ringar. Pusselringen kallas då även yx-ring, missionsring eller FN-ring. Det är oklart när detta fenomen började men påträffades redan under 1960-talet i Kongo-Léopoldville. 
Det finns informella traditioner kring användandet av pusselringen och utlandstjänst, till exempel att inte bära ringen förrän man varit 90 dagar i utlandstjänst och man lärt sig pussla ihop ringen själv. Vissa följer fortfarande regeln med att den som gjort en utlandstjänstgöring bär en ring med 4 ingående ringar. Efter andra tjänstgöringen bärs en ring med 6 ingående ringar, efter tredje tjänstgöringen bärs en ring med 8 ingående ringar, och så vidare upp till 12 ingående ringar.